# 800 Kressmannia
800 Kressmannia
800 Kressmannia là một tiểu hành tinh ở vành đai chính, thuộc nhóm tiểu hành tinh Flora. Nó được xếp loại tiểu hành tinh kiểu S, có bề mặt sáng. Nó có thời gian quay vòng là 4.464 giờ Lưu trữ ngày 14 tháng 6 năm 2006 tại Wayback Machine.
Tiểu hành tinh này do Max Wolf phát hiện ngày 20.3.1915 ở Heidelberg, và được đặt theo tên A. Kressman, ân nhân của đài thiên văn Heidelberg (Landessternwarte Heidelberg-Königstuhl).